# Obinger See
Der Obinger See ist ein See bei Obing im Landkreis Traunstein in Bayern.
Er hat eine Fläche von 31,18 Hektar und eine Tiefe von bis zu 15 m (nach anderen Angaben bis zu 18 m). Der Obinger Seebach entwässert den See über die Alz, den Inn in die Donau. Hauptzufluss ist der am Westufer im Ort Obing mündende, etwa 3,7 Kilometer lange Moosmühlbach. Der Abfluss erfolgt nach Osten erst über den Obinger Seebach, dann weiter ohne oberirdisches Gewässer in einem Trockental entlang der Trasse der B 304 zur Alz bei Altenmarkt an der Alz.
Der Obinger See wird aufgrund seines Fischreichtums von Anglern geschätzt. In ihm kommen folgende Fischarten vor:
- Uferzone: Hecht, Aal, Wels, Spiegelkarpfen, Schleie, Brachsen, Rotauge, Rotfeder, Aitel,

- Freiwasserzone: Zander, Seeforelle, Regenbogenforelle, Seesaibling, Renke (Coregonus sp.), Mairenke

- Bodenzone:  Flussbarsch, Große Teichmuschel und Bachmuschel

Zu den Pflanzen am Obinger See zählen Schilfrohr, Weiße Seerose, Gelbe Teichrose, Flutender Hahnenfuß und Ähriges Tausendblatt.
Seit Sommer 1998 gibt es einen Skulpturenweg um den Obinger See, der von namhaften zeitgenössischen Künstlern wie Andreas Kuhnlein, Marco Bruckner und Hans Thurner gestaltet wurde.